# Wanda Plaza
El Wanda Plaza es un complejo de dos rascacielos ubicado en la ciudad china de Kunming. El proyecto fue propuesto en 2012, y su construcción comenzó en 2013, siendo terminado en el año 2016. Con una altura de 307 metros son los rascacielos más altos de la ciudad. Cada edificio tiene 67 pisos destinados a oficinas.